# Missouri River Otters
Die Missouri River Otters waren eine US-amerikanische Eishockeymannschaft aus Saint Charles, Missouri. Das Team spielte von 1999 bis 2006 in der United Hockey League.

## Geschichte
Die Mannschaft wurde 1999 als Franchise der United Hockey League gegründet. Der größte Erfolg in den sieben Jahren ihres Bestehens war das Erreichen der zweiten Runde der Playoffs um den Colonial Cup in der Saison 2000/01. Nach einem Freilos schieden die River Otters mit 1:3 Siegen in der Best-of-Five-Serie gegen die Fort Wayne Komets aus. In den übrigen Spielzeiten kam das Team nie über die erste Runde hinaus. Während der Saison 2004/05 profitierte die Mannschaft vom Lockout aus der National Hockey League und konnte die erfahrenen NHL-Spieler Barret Jackman, Ryan Johnson, Jamal Mayers, Jim Montgomery, Bryce Salvador und Curtis Sanford unter Vertrag nehmen. Gegen Ende der folgenden Spielzeit übernahm zudem der ehemalige NHL-Profi Jeff Brown das Traineramt bei den River Otters.

## Saisonstatistik
Abkürzungen: GP = Spiele, W = Siege, L = Niederlagen, T = Unentschieden, OTL = Niederlagen nach Overtime SOL = Niederlagen nach Shootout, Pts = Punkte, GF = Erzielte Tore, GA = Gegentore, PIM = Strafminuten
| Saison  | GP | W  | L  | T | OTL | SOL | Pts | GF  | GA  | Platz         | Playoffs                        |
| 1999/00 | 74 | 39 | 29 | — | —   | 6   | 84  | 275 | 252 | 2., Western   | Niederlage in der ersten Runde  |
| 2000/01 | 74 | 41 | 24 | — | —   | 9   | 91  | 268 | 259 | 2., Southwest | Niederlage in der zweiten Runde |
| 2001/02 | 74 | 41 | 24 | — | —   | 9   | 91  | 262 | 250 | 3., Western   | Niederlage in der ersten Runde  |
| 2002/03 | 76 | 38 | 28 | — | —   | 10  | 86  | 262 | 236 | 2., Western   | Niederlage in der ersten Runde  |
| 2003/04 | 76 | 17 | 51 | — | —   | 8   | 42  | 191 | 328 | 6., Western   | nicht qualifiziert              |
| 2004/05 | 80 | 42 | 32 | — | —   | 6   | 90  | 217 | 224 | 3., Western   | Niederlage in der ersten Runde  |
| 2005/06 | 76 | 24 | 45 | — | —   | 7   | 55  | 195 | 305 | 4., Western   | nicht qualifiziert              |

## Team-Rekorde

### Karriererekorde
Spiele: 313  Charlie Blyth
Tore: 124  Lonnie Loach
Assists: 197  Lonnie Loach
Punkte: 321  Lonnie Loach
Strafminuten: 547  George Cantrall

## Bekannte Spieler
- Barret Jackman
- Ryan Johnson
- T. J. Kemp
- Jamal Mayers
- Jim Montgomery
- Jeremy Rebek
- Bryce Salvador
- Curtis Sanford
- Dustin Whitecotton